# Trebujena
Trebujena est une ville du sud de l'Espagne, dans la province de Cadix, communauté autonome d'Andalousie.

## Géographie

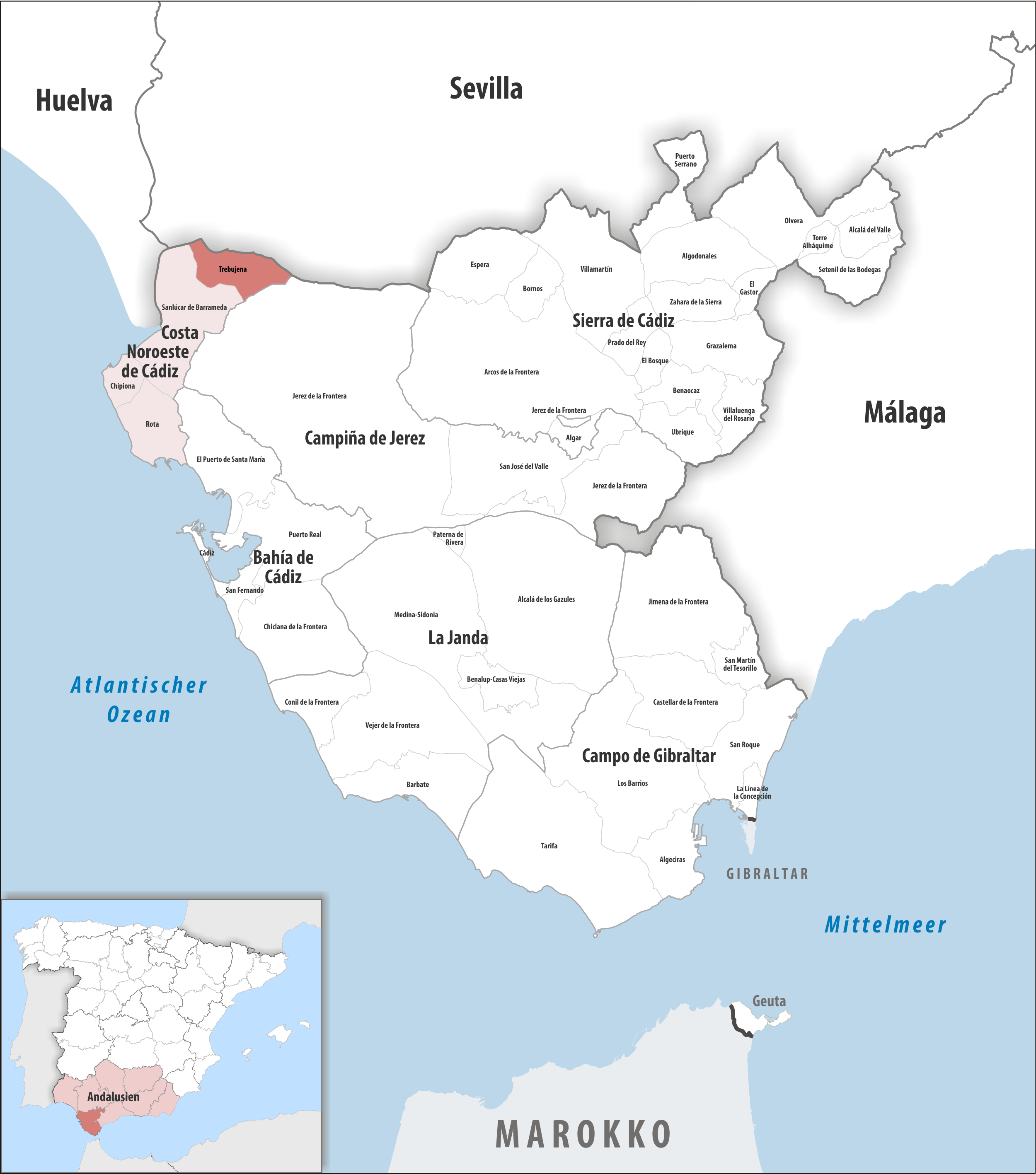
Trebujena dans la province de Cadix / en Andalousie

### Localisation
La commune de Trebujena est dans le nord de la comarque de la Côte nord-ouest de Cadix, dans la pointe nord-ouest de la province de Cadix (Andalousie). Elle jouxte la province de Séville au nord.
Cadix est à 51 km sud, 
Jerez de la Frontera à 24 km sud, 
Séville à 77 km nord, 
Gibraltar à 146 km sud-est.
La commune est bordée au nord sur environ 6 km par le Guadalquivir, qui la sépare entièrement de La Puebla del Rio et partiellement de Aznalcázar.
Toute la partie nord-ouest de la commune est bordée par le parc naturel de Doñana (qui lui-même longe le parc national de Doñana en plusieurs endroits).

### Municipalités voisines

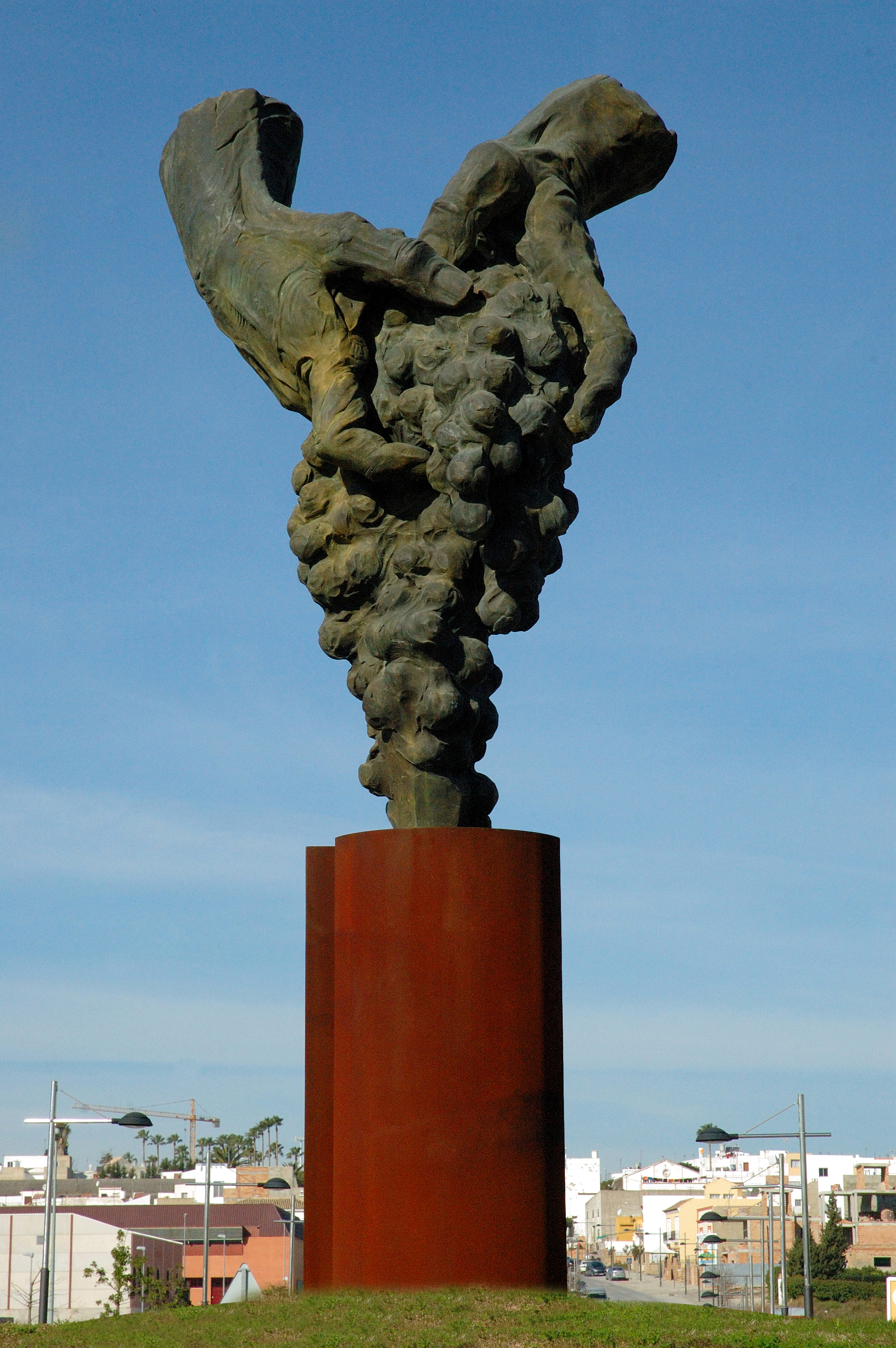
Monument en l'honneur du travail de la vigne

Deux communes voisines sont elles aussi dans la province de Cadix :
Sanlúcar de Barrameda, qui fait lui aussi partie de la comarque de la Côte nord-ouest de Cadix ; et
Jerez de la Frontera, qui fait partie de la comarque de Campiña de Jerez.
Les trois autres communes voisines sont dans la province de Séville au nord :
Aznalcázar, dans la comarque de El Aljarafe ;
La Puebla del Rio, dans la comarque de la zone métropolitaine de Séville ; et
Lebrija dans la comarque du Bas Guadalquivir.

## Économie
Élevage du xérès
Les trois villes de Sanlúcar de Barrameda, El Puerto de Santa María et Jerez de la Frontera composent le très célébré « triangle du Xérès » qui définit le territoire et le terroir du fameux vin de Xérès (ou « Sherry »), très prisé des Britanniques. Au-delà de ce triangle d'or, six autres communes font partie du territoire de la Denominación de Origen (DO) : Lebrija, Trebujena, Chipiona, Rota, Chiclana et Puerto Real. Mais jusqu'en 2022 leurs vignobles ne pouvaient que fournir le raisin pour la fabrication de ce vin ; la maturation, ou vieillissement, devait de faire spécifiquement dans l'une des trois villes du triangle du xérès. Depuis 2022, les caves sur les territoires de ces six communes ont elles aussi le droit de fabriquer du xérès et de le maturer.

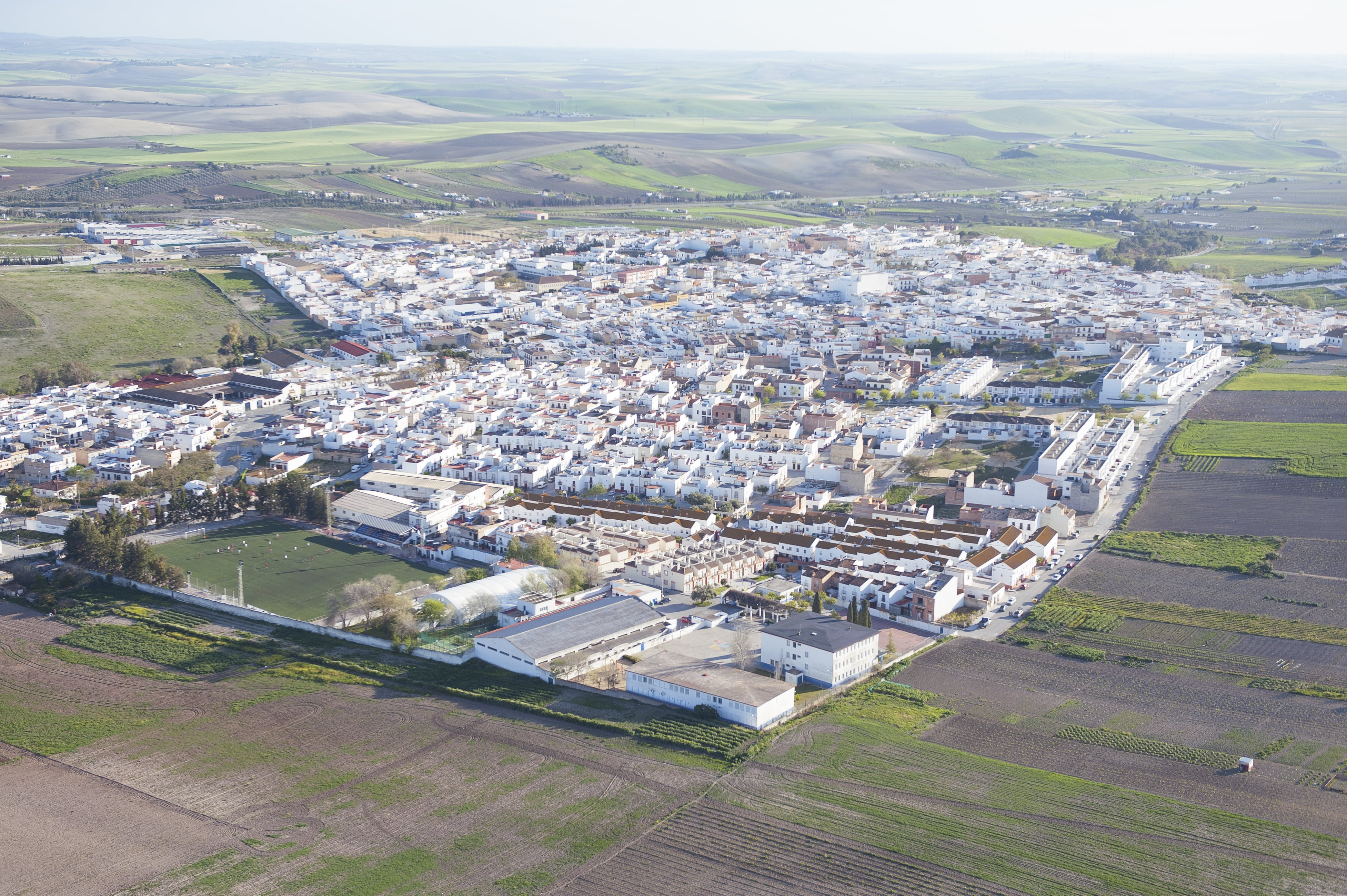
Vue aérienne de la ville depuis le N-E
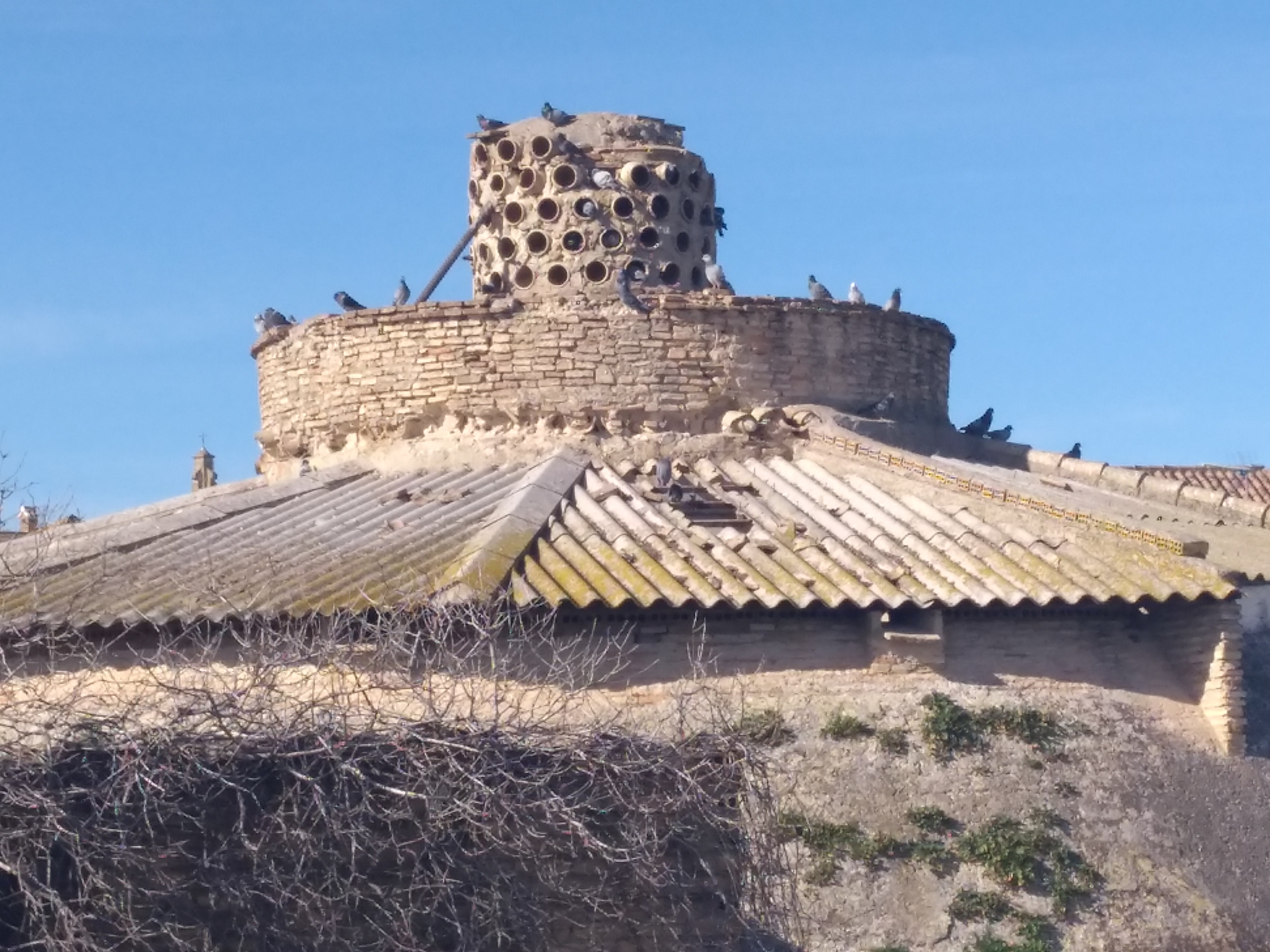
Ancien colombier
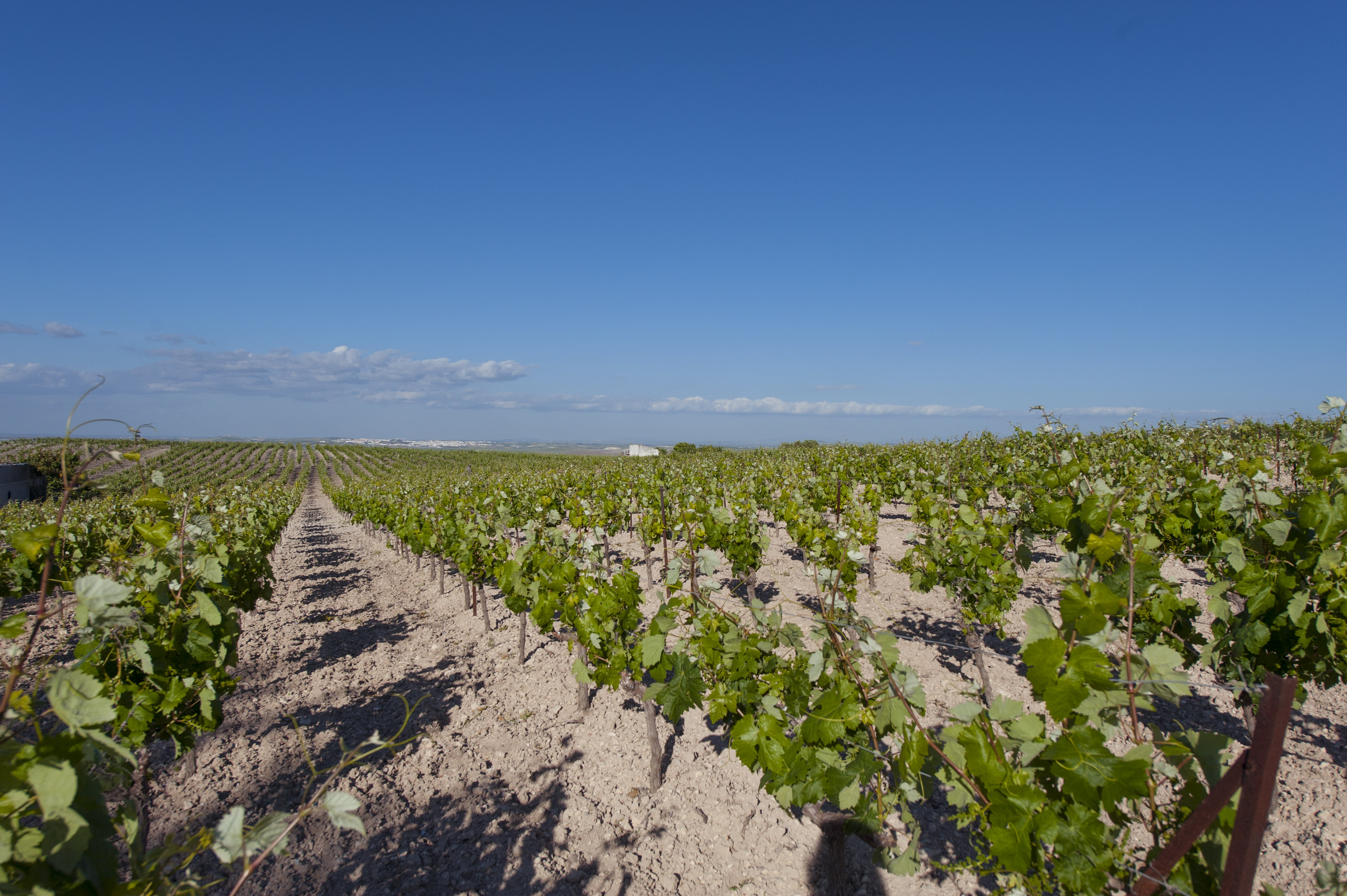
Vigne à Trebujena
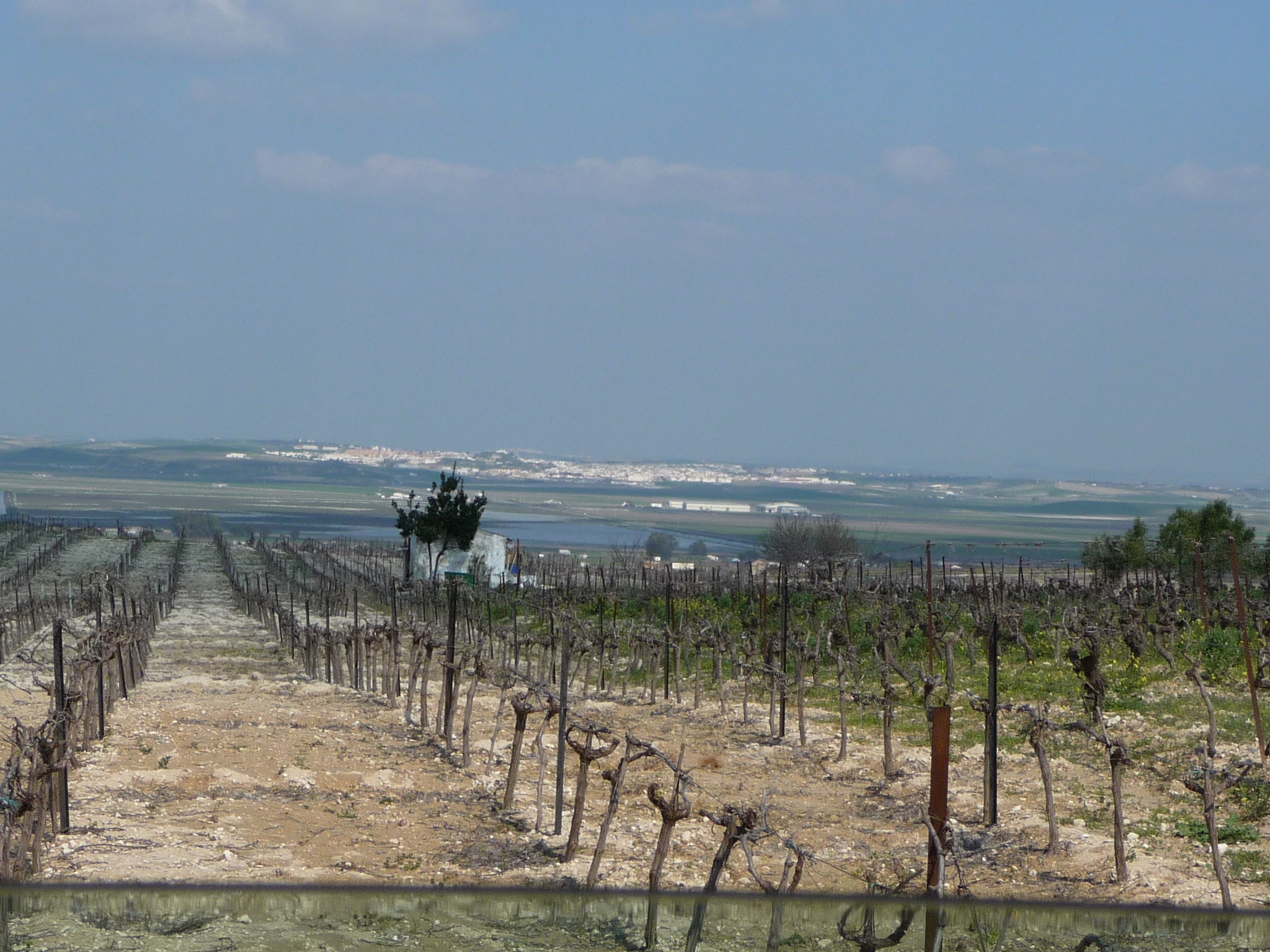
Vigne à Trebujena, avec Lebrija à l'horizon
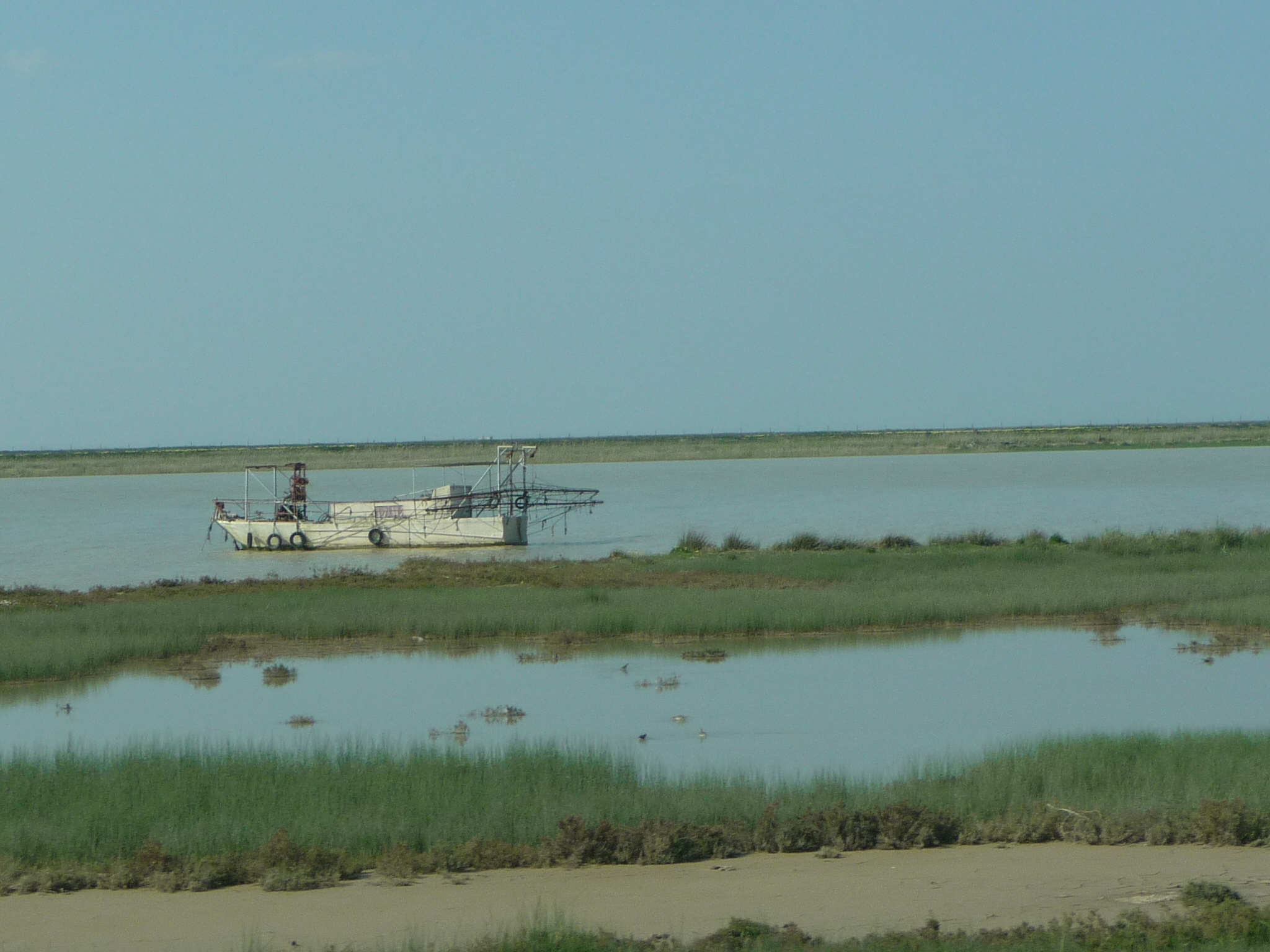
Bateau de pêche pour l'anguille et la crevette, sur le Guadalquivir à Trebujena